# Погрешно скретање: Почетак
Погрешно скретање: Почетак (енгл. Wrong Turn) је слешер хорор филм из 2021. године који је режирао Мајк П. Нелсон, а написао Алан МекЕлрој. Филм представља рибут франшизе Погрешно скретање, а главне улоге тумаче Шарлот Вега, Един Бредли, Ема Думонт и Дилан Мекти. Међународна је копродукција између Сједињених Држава, Немачке и Канаде.
Филм је добио углавном позитивне критике и сматра се успешним. На сајту ИМДб има оцену 5,5/10 звездица и дели друго место најбоље оцењених у овој серији филмова.

## Радња
Скот Шев путује у мали град у сеоској области Вирџиније како би пронашао своју изгубљену ћерку Џенифер, која је нестала након што је са својим пријатељима посетила то подручје. Добија малу помоћ од локалног становништва. 
Џенифер, њен момак Даријус и њихови пријатељи (два пара) Луис, Гери, Адам и Мила су кренули на планинарење и, упркос упозорењу да то не чине, сишли са назначене стазе с намером да пронађу старо утврђење. Том приликом, огромно дебло дрвета руши се и Гери је смрвљен. Потпуно усплахирени и растрзани, они одлучују да преноће у тој шуми. Наредног јутра су закључили да је Мила нестала, као и њихови мобилни телефони. Пронашли су плочу са натписом из 1859. године коју су створили досељеници под називом ,,Фондација".
У шуми налећу на непознате људе који су заправо чланови ,,Фондације". Настаје неспоразум, и то резултира великим бројем смртних случајева. Прво се Адам сукоби са домороцем и убија га, што касније доводи до тога да њега шумска заједница брутално претуче на смрт као казну, потом је и Мила убијена након што падне у замку и буде прободена стрелом. Луис добија казну ,,мрака", што значи да је ослепљен. На челу ове заједнице налази се човек по имену Венебл.
Да би је Венебл поштедио, Џенифер постаје његова супруга и проводи ноћ са њим. Утом, њен отац Скот је проналази и бива заробљен. [[Глувонемост|Нема]] девојчица Рути помаже Џенифер и Скоту у бекству, док Даријус, сада прихваћен у заједници, одбија да побегне с њима.  Након шумске јурњаве – Рути, Џенифер и Скот се извлаче и враћају нормалном животу.
После неколико месеци, испоставља се да је Џенифер трудна. Венебл је посећује и, приметивши то, тражи од ње да се врате с њим у Фондацију. Она пристаје под условом да Венебл никада не науди члановима њене породице, што он прихвата. Џенифер и Рути, заједно с Венеблом и једним чланом његове заједнице, улазе у комби упутивши се према шумама.
У самој завршници, комби губи равнотежу и закуца се у паркирани аутомобил. Џенифер избада Венебла и другог члана секте на смрт, потом узима Рути за руку и заједно с њом корача натраг према својој породичној кући.